# پاتریک استوارت
سِر پاتریک استوارت OBE (انگلیسی: Sir Patrick Stewart؛ زادۀ  ۱۳ ژوئیه ۱۹۴۰) بازیگر انگلیسی است که هفت دهۀ در آثار گوناگون سینما، تلویزیون، تئاتر و بازی‌های ویدئویی فعالیت کرده‌است. او نامزد دریافت جوایز و افتخارات گوناگونی از جمله جایزۀ انجمن بازیگران فیلم، لارنس الیویه، تونی، گلدن گلوب و امی شده‌است. در ۱۶ دسامبر ۱۹۹۶، استوارت ستاره‌ای در پیاده‌روی مشاهیر هالیوود دریافت کرد. او در سال ۲۰۰۱‌ به مقام افسر والا مقام امپراتوری بریتانیا (OBE) منصوب شد و در سال ۲۰۱۰ به پاس خدماتش در هنرهای نمایشی توسط ملکه الیزابت دوم به دریافت عنوان شوالیه مفتخر شد.

## فیلم‌شناسی

### فیلم
- هدا (۱۹۷۵)
- هنسی (۱۹۷۵)
- اکس‌کالیبور (۱۹۸۱)
- تلماسه (۱۹۸۴)
- دکتر و شیاطین (۱۹۸۵)
- نیروی حیات (۱۹۸۵)
- غازهای وحشی ۲ (۱۹۸۵)
- بانو جین (۱۹۸۶)
- داستان ال.ای (۱۹۹۱)
- رابین هود: مردانی در لباس چسبان (۱۹۹۳)
- کابوس پیش از کریسمس (۱۹۹۳)
- ارباب صفحات (۱۹۹۴)
- پیشتازان فضا: نسل‌ها (۱۹۹۴)
- پیشتازان فضا: اولین برخورد (۱۹۹۶)
- تئوری توطئه (۱۹۹۷)
- عزیز مصر (۱۹۹۸)
- خانه امن (۱۹۹۸)
- پیشتازان فضا: شورش (۱۹۹۸)
- مردان ایکس (۲۰۰۰)
- جیمی نوترون: پسر نابغه (۲۰۰۱)
- پیشتازان فضا: نمسیس  (۲۰۰۲)
- ایکس ۲ (۲۰۰۳)
- جوجه کوچولو (۲۰۰۵)
- بازی زندگی آن‌ها (۲۰۰۵)
- نائوشیکا از دره باد (۲۰۰۵)
- بامبی ۲ (۲۰۰۶)
- مردان ایکس: آخرین ایستادگی (۲۰۰۶)
- لاک‌پشت‌های نینجا (۲۰۰۷)
- خاستگاه مردان ایکس: ولورین (۲۰۰۹)
- نومئو و ژولیت (۲۰۱۱)
- عصر یخبندان: رانش قاره‌ای (۲۰۱۲)
- تد (۲۰۱۲)
- ولورین (۲۰۱۳)
- یک میلیون راه برای مردن در غرب (۲۰۱۴)
- مردان ایکس: روزهای گذشته آینده (۲۰۱۴)
- اتاق سبز (۲۰۱۵)
- تد ۲ (۲۰۱۵)
- قلب اژدها: نبرد برای قلب آتشین (۲۰۱۷)
- فیلم شکلک (۲۰۱۷)
- لوگان (۲۰۱۷)
- عروسی وایلد (۲۰۱۷)
- فرشتگان چارلی (۲۰۱۹)
- پسری که شاه خواهد شد (۲۰۱۹)
- دکتر استرنج در چندجهانی دیوانگی (۲۰۲۲)

### تلویزیون
- خیابان کورونیشن (۱۹۶۷)
- سقوط عقاب‌ها (۱۹۷۴)
- پاپ ژان پل دوم (۱۹۸۴)
- پیشتازان فضا: نسل بعدی (۱۹۹۴–۱۹۸۷)
- قطار مرگبار (۱۹۹۳)
- در جستجوی دکتر سئوس (۱۹۹۴)
- پخش زنده شنبه شب (۱۹۹۴)
- سیمپسون‌ها (۲۰۱۳، ۱۹۹۵)
- فریژر (۲۰۰۳)
- جزیره اسرارآمیز (۲۰۰۵)
- فمیلی گای (۲۰۱۸، ۲۰۱۴–۲۰۰۵)
- بابای آمریکایی! (۲۰۰۵–اکنون)
- نمایش روزانه (۲۰۱۲)
- فیوچراما (۲۰۱۲)
- ریچارد دوم (۲۰۱۲)
- مرغ ربات (۲۰۱۴، ۲۰۱۲)
- کیهان: ادیسه‌ای فضازمانی (۲۰۱۴)
- کیمی اشمیت شکست‌ناپذیر (۲۰۱۶)
- کیهان: دنیاهای ممکن (۲۰۲۰)